# Hydra (Mond)
Hydra  (IPA: [ˈhyːdʁa] anhörenⓘ; auch Pluto III) ist der äußerste und zweitgrößte der fünf bekannten Monde des Zwergplaneten Pluto.

## Entdeckung und Benennung

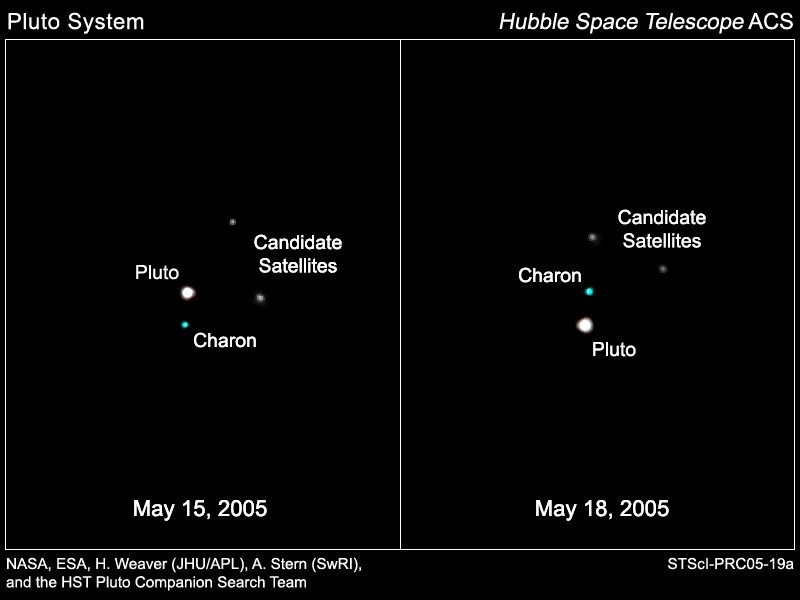
Entdeckungsfotos von Nix und Hydra

Hydra wurde am 15. Juni 2005 zusammen mit einem weiteren Plutomond, Nix, vom Pluto Companion Search Team in Aufnahmen des Hubble-Weltraumteleskops vom 15. und 18. Mai 2005 entdeckt; zwei Mitglieder des Teams: Max J. Mutchler (15. Juni) und Andrew J. Steffl (15. August) entdeckten beide unabhängig voneinander. Auf den Aufnahmen war Hydra 1,85 Bogensekunden von Pluto entfernt. Als beide Monde nachträglich auf Aufnahmen vom November 2002 lokalisiert werden konnten, wurde daraufhin die Entdeckung am 31. Oktober 2005 bekanntgegeben. Der Mond erhielt zunächst die vorläufige Bezeichnung S/2005 P 1. Die tatsächliche Existenz der beiden Himmelskörper wurde bei weiteren Beobachtungen des Pluto-Systems am 22. Februar 2006 bestätigt.
Am 21. Juni 2006 wurde der Mond von der Internationalen Astronomischen Union (IAU) offiziell nach Hydra (griechisch für „Wasserschlange“) benannt, dem neunköpfigen Seeungeheuer aus der griechischen Mythologie. Wenn es einen Kopf verlor, wuchsen an dessen Stelle zwei neue. Die Hydra galt als Tochter der Echidna und des Typhon sowie als Schwester des Kerberos, der Chimaira und der Sphinx.
Zudem entsprechen die Namen Nix und Hydra den Initialen der Raumsonde New Horizons, die das System im Juli 2015 erkundete.

## Bahneigenschaften

Bahnen von Pluto, Charon, Nix und Hydra um das Baryzentrum des Systems

### Umlaufbahn
Hydra umkreist den gemeinsamen Schwerpunkt des Pluto-Charon-Systems in einer prograden, leicht elliptischen Umlaufbahn in einem mittleren Abstand von 64.740 km. Die Bahnexzentrizität beträgt 0,006, die Bahn ist 0,24° gegenüber dem Äquator von Pluto geneigt. Die Bahn ist die exzentrischste des Pluto-Systems.
Die Umlaufbahn des nächstinneren Mondes Kerberos hat einen etwa 7.000 km geringeren Radius; Nix sowie Charon umkreisen Pluto auf noch engeren Bahnen.
Hydra umläuft Pluto in 38 Tagen 4 Stunden 48 Minuten.
Die Bahnperiode befindet sich nahe einer 1:6-Bahnresonanz mit Charon, wobei die Abweichung 0,3 % beträgt. Ob dies eine echte Resonanz ist, kann erst mit einer genaueren Bahnbestimmung, insbesondere der Bestimmung der Präzessionsrate, sicher geklärt werden. Falls es keine echte Resonanz ist, gibt es eine Hypothese, nach der eine solche Nah-Resonanz vor der nach außen laufenden Migration von Charon herstammt. Aufrechterhalten wird sie demnach durch die periodische lokale Fluktuation von 5 % in der Gravitationsfeldstärke durch den Umlauf von Pluto und Charon umeinander.

### Rotation
Im Gegensatz zu vielen anderen Monden im Sonnensystem, welche eine Gebundene Rotation aufweisen, rotieren mit Ausnahme von Charon alle Plutomonde unabhängig. Hydras Rotation ist jedoch nicht im Voraus berechenbar und ihre Bahnebene ist mit der von Charon nicht identisch.

## Physikalische Eigenschaften

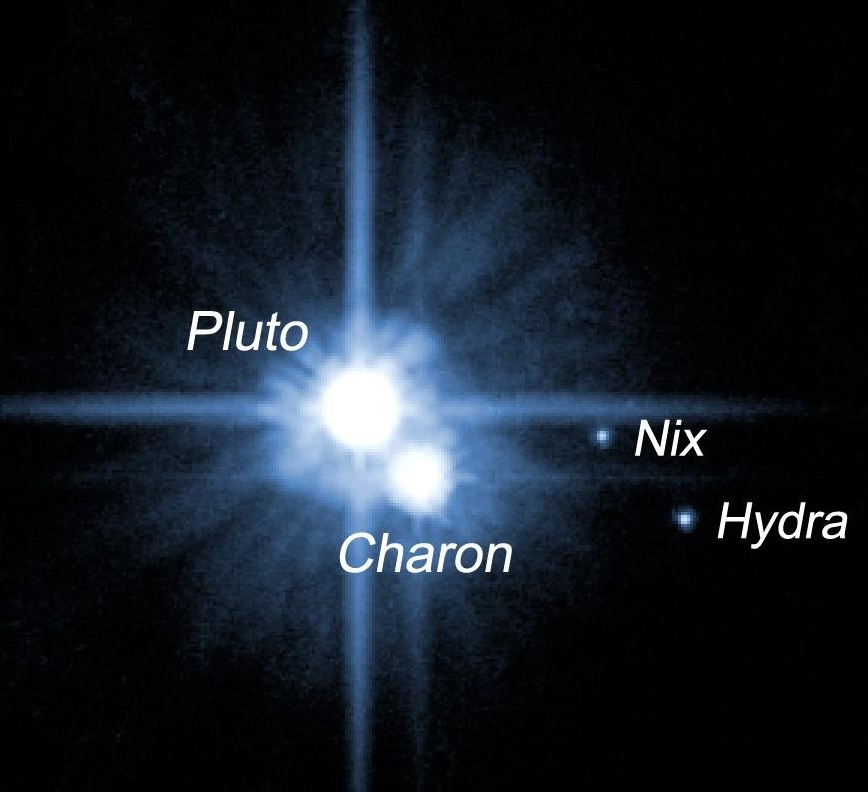
Pluto und seine Monde Charon, Nix und Hydra

Hydra ist um 25 % heller als Nix. Die Hubble-Aufnahmen von 2002 bis 2003 implizierten, dass Nix der größere Mond ist. Bei den Hubble-Beobachtungen, die 2005 bis 2006 speziell für die Beobachtung der lichtschwachen Monde abgestimmt waren, erwies sich wiederum Hydra als der hellere Mond. Bei spektralen Untersuchungen zeigte sich Hydra im Unterschied zum rötlichen Pluto in einer ähnlich neutralen grauen Farbe wie Charon und Nix.
Die Oberflächentemperatur beträgt etwa −250 °C (23 K).
Hydra ist wahrscheinlich, analog zur Theorie zur Entstehung des Erdmondes, das Produkt der großen Kollision eines Vorgängers von Pluto mit einem anderen plutogroßen Körper des Kuipergürtels, die den Mond Charon formte. Dabei gerieten Trümmer in äußere Umlaufbahnen um Pluto, die den Mond Hydra bildeten.

## Erforschung
Nach der Entdeckung im Sommer 2005 durch Bilder des Hubble-Weltraumteleskops wurden die beiden neuentdeckten Monde im September 2005 durch das Keck- und das Gemini-Observatorium auf Hawaii sowie durch das ESO-VLT-Teleskop in Chile beobachtet, um die Entdeckung zu bestätigen, was jedoch misslang, da die Bedingungen für eine Beobachtung des Pluto-Systems zu dieser Zeit ungünstig waren. Am 24. Oktober konnten Marc W. Buie und Eliot F. Young die Monde auf den Bildern von 2002 ausmachen.
Die 2006 gestartete Raumsonde New Horizons passierte am 14. Juli 2015 Charon und Pluto. Da die Entdeckung von Hydra und Nix sowie des vierten Mondes Kerberos beim Start der Sonde noch nicht bestätigt war, wurden sie in der Mission nicht eingeplant. Hydra und Nix wurden jedoch nachträglich ins Beobachtungsprogramm aufgenommen. Positionen und Bahnen sollten genauer erfasst werden.